# نحلة (إدلب)
نحلة قرية سورية تتبع ناحية مركز أريحا في منطقة أريحا وهي من قرى جبل الزاوية في محافظة إدلب. بلغ عدد سكانها 1189 نسمة في عام 2004 حسب إحصاء المكتب المركزي للإحصاء.